# Daisuke Kikuchi
Daisuke Kikuchi (菊池 大介 Kikuchi Daisuke?), född 12 april 1991 i Kanagawa prefektur, är en japansk fotbollsspelare.
Kikuchi började sin karriär 2007 i Shonan Bellmare. 2010 blev han utlånad till Thespa Kusatsu. Han gick tillbaka till Shonan Bellmare 2011. Han spelade 231 ligamatcher för klubben. 2017 flyttade han till Urawa Reds. Med Urawa Reds vann han AFC Champions League 2017 och japanska cupen 2018. Efter Urawa Reds spelade han för Kashiwa Reysol och Avispa Fukuoka.